# 久松定弘

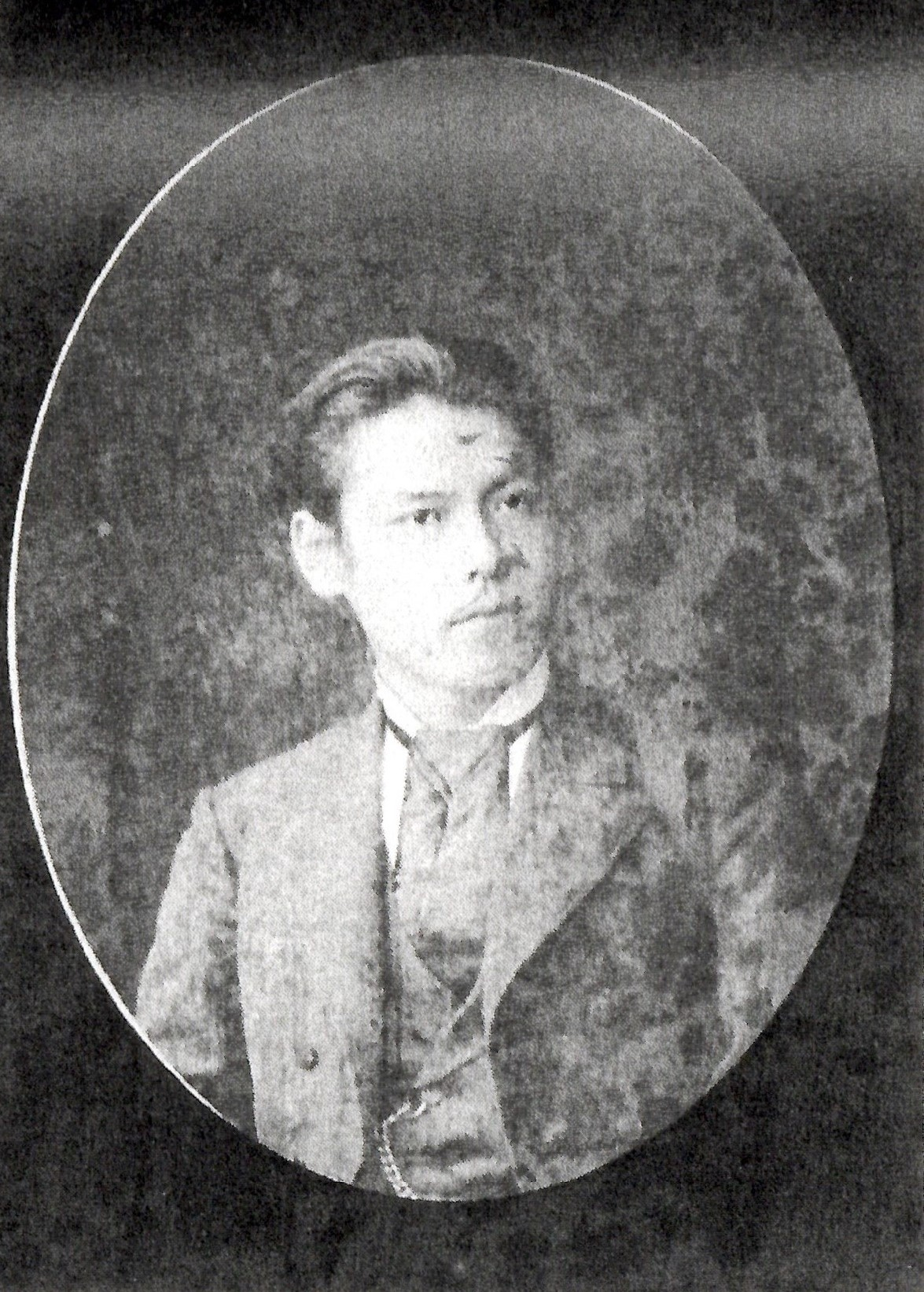
久松定弘

久松 定弘（ひさまつ さだひろ、1857年1月27日（安政4年1月2日）- 1913年（大正2年）7月7日）は、明治期の哲学者、官僚、政治家、華族。貴族院子爵議員。幼名・弘太郎。

## 経歴
父は上総大多喜藩主・松平正義の長男正晴で、その長男として上総国大多喜で生まれる。明治4年12月27日（1872年2月5日）旧伊予今治藩主・久松定法の養子となる。明治5年8月7日（1872年9月9日）養父の隠居に伴い家督を継承。1884年7月8日、子爵を叙爵した。
漢学を島田篁村、英語を河津祐之、ドイツ語及び普通学（一般教養科目）を司馬凌海、エルヴィン・クニッピング、ルドルフ・レーマンらに学んだ。1874年11月10日、留学のためドイツ帝国へ出発し、オイゲン・デューリングなどに師事し哲学と文学について学んだ。
1878年12月8日に帰国し、1879年に私塾「理文学舎」を開き、西洋哲学、ドイツ文学などを教えた。1883年に理文学舎を閉め、同年8月、内務省御用掛准奏任出仕となる。以後、同権少書記官、警官練習所幹事、内務省参事官、外務省公使館書記官、第一高等中学校哲学授業嘱託、同教諭などを務めた。
1890年7月10日、貴族院子爵議員に選出され、1891年3月、公使館書記官と第一高等中学校教諭を依願退職した。茶話会、懇話会、研究会などに所属して活動し、1904年7月10日まで2期在任した。その後、東亜火災保険相互会社取締役会長を務めた。

## 著作
- 『米国官海涜話』進学舎、1882年。
- 編『理想境事情:一名・社会党沿革』進学舎、1882年。
- 『独逸戯曲大意』久松定弘、1887年。

訳書
- エル・フホイエルバッフ著『道義学之原理』久松定弘、1887年。
- エル・フォン・スタイン著『警察論』上下、前田恒太郎、1887年。
- オイゲン・ガール・ヂウリング著『女子高等教育論』前田恒太郎、1887年。

## 親族
- 妻：禄子（ろくこ、青山幸哉女、1882年結婚）[1][9]
- 長男：喬（旧名・基、子爵、陸軍憲兵大尉）[1][9]
- 三女：緑（松平義忠夫人）[1]
- 六男：兎夢（亀井トム）[1]